# De diepe wereld
De diepe wereld is een stripalbum uit 1978 en het eerste deel uit de stripreeks Storm, getekend door Don Lawrence naar een scenario van Saul Dunn.

## Verhaallijn
Tijdens een ruimtemissie naar de planeet Jupiter verdwijnt Storms ruimteschip  in de Grote rode vlek. Nadat hij zich eruit weet te bevrijden keert hij terug naar de Aarde. Daar blijkt dat hij miljoenen jaren in de tijd is gereisd en op Aarde alles veranderd is. De oceanen zijn verdwenen, de continenten zijn enorme onbewoonbare bergmassieven geworden, de atmosfeer is gedaald en het leven speelt zich nu op de voormalige oceaanbeddingen af. De beschaving is afgegleden naar barbarisme. Storm wordt gevangengenomen en in de gevangenis ontmoet hij Roodhaar. Zij is van een stam die afstamt van een oud volk dat kennis van moderne technologie had. Ghast, de barbarenhoofdman, wil deze kennis voor zijn eigen gewin benutten.
Samen met Roodhaar en de hulp van haar volk weet Storm te ontsnappen en ze vluchten naar een ondergrondse krachtcentrale, op de hielen gezeten door Ghast. Storm en Roodhaar weten aan hem te ontsnappen en hem met vallen en ongedierte tegen te houden, waarna een door de computer opgewekt hologram alles uitlegt. Het weglekken van de oceanen naar onderaardse grotten was te wijten aan een door Roodhaars volk veroorzaakte natuurramp, maar met behulp van de moderne machines kan het oceaanwater teruggepompt worden in de beddingen. Ghast blijkt door zijn brute kracht aan de vallen te zijn ontkomen en vernielt de hoofdcomputer van de krachtcentrale waarna al het opgeslagen water van de zeeën en oceanen weer naar boven wordt gepompt met rampzalige gevolgen. Storm en Roodhaar weten te ontkomen en de oceanen vullen zich weer met water.